# Klaxon

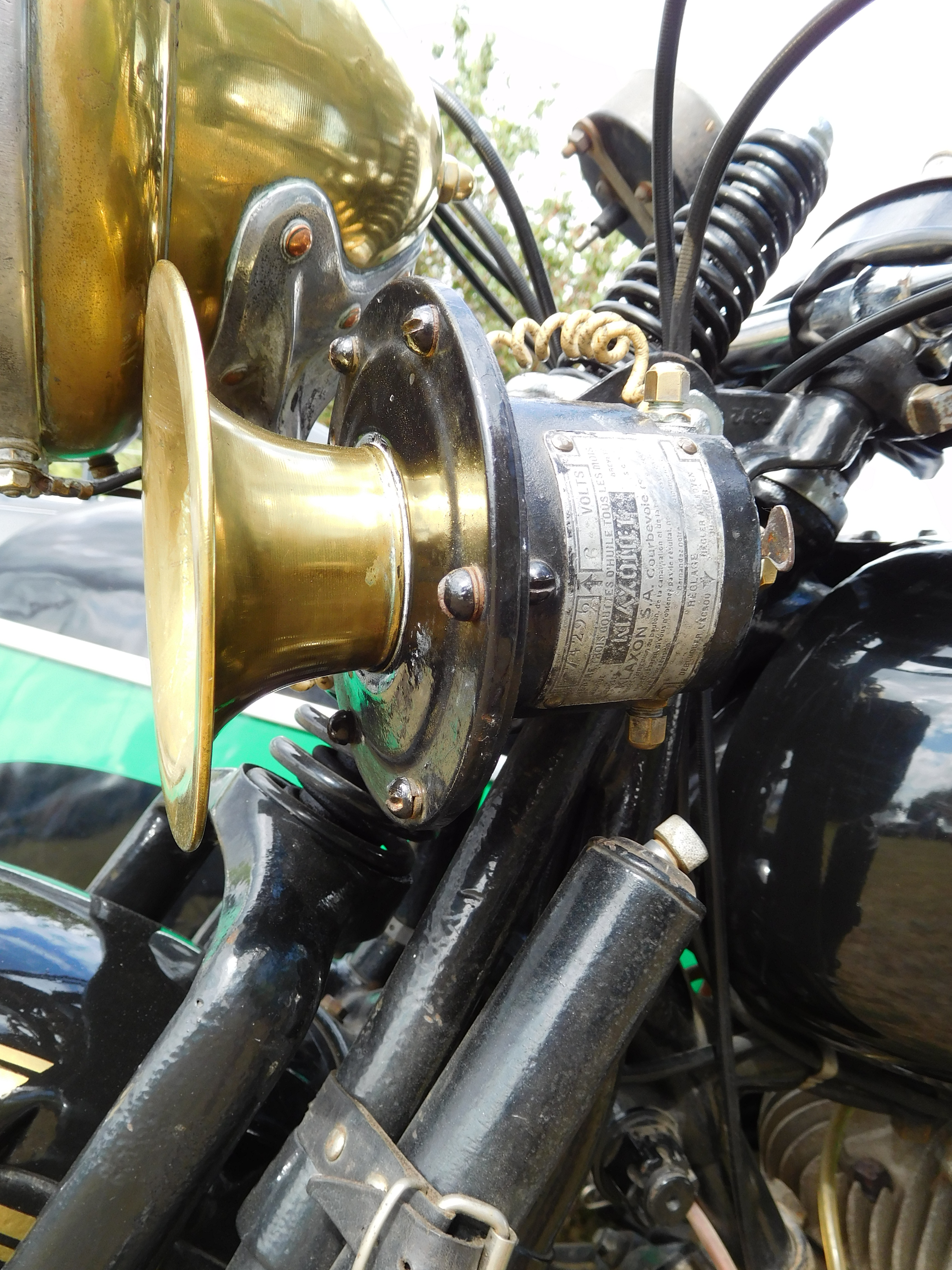
Klaxon an einem Motorrad René Gillet 1000cc Type L (1934)

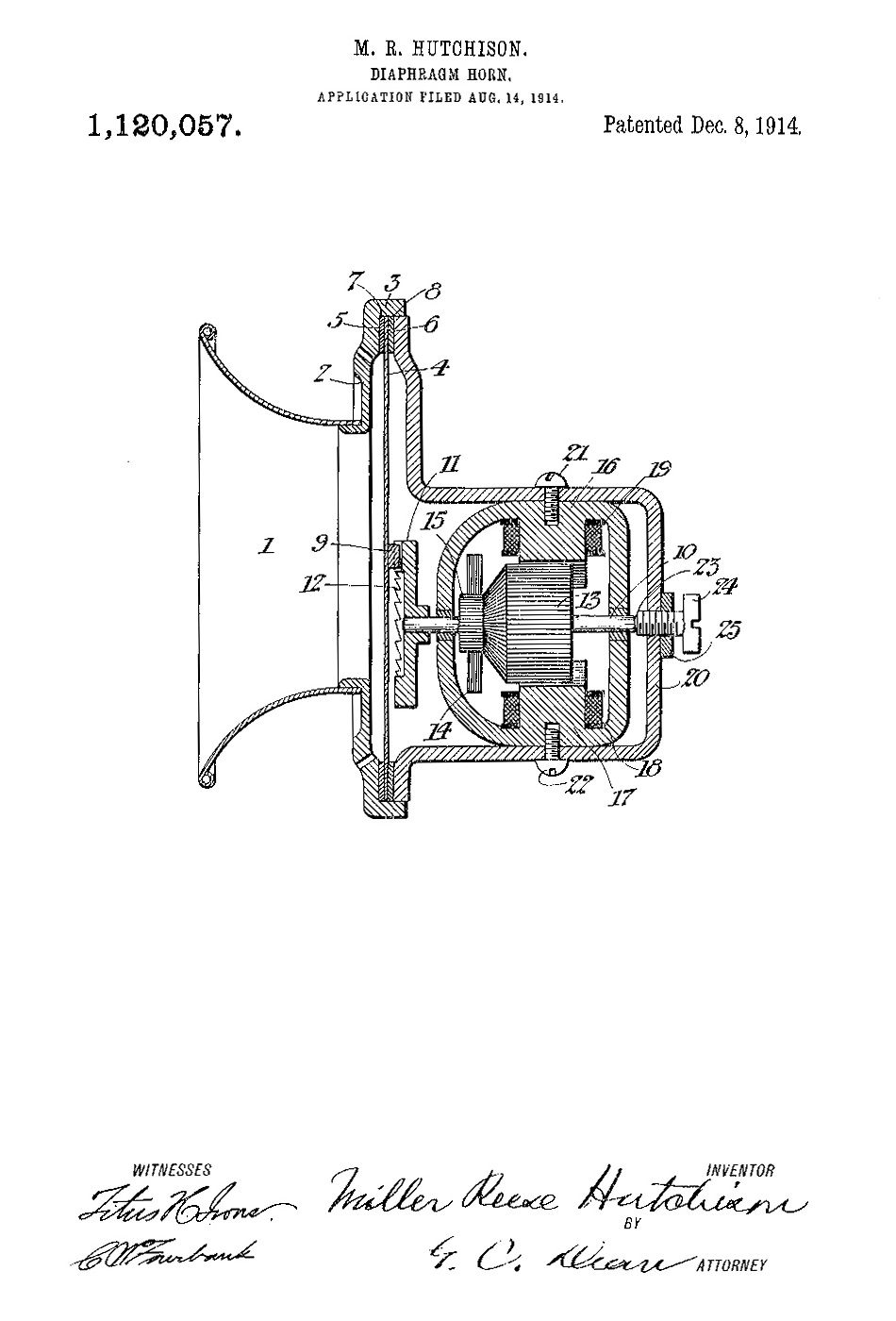
Patentzeichnung von 1914

Ein Klaxon (ursprünglich ein Markenname) ist ein meist elektromechanisch angetriebenes akustisches Signalgerät, das vor allem als Autohupe eingesetzt wurde, aber auch auf Schiffen, anderen Fahrzeugen oder ortsfest Verwendung fand.

## Aufbau
Ein Klaxon besteht im Kern aus einer am Rand eingespannten Schwingungsmembran aus Metall mit einer Erhebung in der Mitte, etwa in Form eines Niets. Eine sich drehende Scheibe, die entweder auf einer ihrer Stirnseiten oder aber am Rand mit einer Anzahl Zacken besetzt ist, drückt mit diesen Erhebungen periodisch gegen diesen Niet und versetzt die Membran so in Schwingungen. Diese Schwingungen werden auf der anderen Seite der Membran an die Luft übertragen, durch einen hornförmigen Schalltrichter verstärkt und in die gewünschte Richtung geleitet. Die Drehung der Scheibe erfolgt meist durch einen Elektromotor, es wurden jedoch auch manuell angetriebene Geräte gebaut. Mechanisch angetriebene Klaxons mit Fußbetätigung waren an Motorrädern üblich. Die elektrischen Varianten wurden zunächst per Trockenbatterie betrieben, später über einen Akkumulator.
Aufgrund ihres charakteristischen Klangs werden Klaxons, vor allem in englischsprachigen Ländern, lautmalerisch oft auch als Awooga oder Ah-Ooo-Gah bezeichnet.

## Geschichte
Das Klaxon wurde von dem amerikanischen Elektroingenieur Miller Reese Hutchison (1876–1944) erfunden und im Jahre 1914 zum Patent angemeldet. Hutchison wurde später Chefingenieur von Thomas Alva Edison. Hutchison hatte zuvor bereits unter anderem mehrere Hörgeräte entwickelt, darunter das erste transportable Hörgerät, das unter dem Namen Acousticon vermarktet wurde. 1908 erwarb die Lovell-McConnell Manufacturing Company von Hutchison eine Lizenz für die Produktion des Signalgebers und vertrieb das Gerät fortan unter dem Markennamen Klaxon, abgeleitet von dem altgriechischen Wort κλάζειν klázein („schreien, bellen, brüllen“).
Anlässlich einer Automobilausstellung im Madison Square Garden im Januar 1908 rühmte sich der New Yorker Bürgermeister George B. McClellan junior, sein Automobil sei dank eines eingebauten Klaxons das lauteste der ganzen Stadt. Ein meist Mark Twain zugeschriebener Ausspruch unterstellte Hutchison, er habe das Klaxon nur erfunden, um die Leute taub zu machen, damit sie sein Acousticon kaufen müssten.
Als 1909 mit dem Beginn der Präsidentschaft von William Howard Taft das Weiße Haus seinen Fuhrpark von Pferdekutschen auf Motorfahrzeuge umstellte, darunter ein Dampfwagen der White Motor Company, wurde dieser ebenfalls mit einem Klaxon ausgestattet.
Auch in dem berühmten Ford Modell T wurde das Klaxon häufig eingebaut.
1916 kaufte die United Motors Corporation die Lovell-McConnell Manufacturing Company auf und benannte sie in Klaxon Company um. 1918 wurde United Motors seinerseits für 45 Millionen $ von General Motors gekauft. Damit wurden Klaxons zur Standardausstattung der Fahrzeuge von General Motors.
1924 wurde die Klaxon Company von GM an die konzerneigene Remy division übertragen, die zwei Jahre später mit der Delco division zur Delco-Remy Corporation verschmolzen wurde.
Mit der Zeit produzierten auch andere Firmen Signalhörner nach dem von Hutchison erfundenen Prinzip, etwa die Benjamin Electric Manufacturing Company. Diese erhielt 1938 ein Patent über ein verbessertes motorisches Horn, das besonders wartungsfreundlich und für raue Umgebungsbedingungen geeignet war.
Signalhörner nach dem Klaxon-Prinzip wurden in den folgenden Jahren auch auf Kriegsschiffen der United States Navy verwendet. Speziell gehörte der Typ H-9 von Benjamin zur Zeit des Zweiten Weltkriegs zur Standardausstattung auf U-Booten und diente dort dazu, das Signal zum Tauchen bzw. Auftauchen zu geben. Der charakteristische Klang der Klaxons ist daher auch oft in Filmen zu hören, die im Zweiten Weltkrieg an Bord eines amerikanischen U-Boots spielen.
Heute sind die Klaxons durch billigere Arten von Hupen fast vollständig verdrängt worden, etwa durch Aufschlaghörner oder rein elektronische Schallerzeuger. Allerdings wurden solche Aufschlaghörner von Delco-Remy schon in den 1930er Jahren ebenfalls unter dem Markennamen Klaxon verkauft.

## Bildergalerie

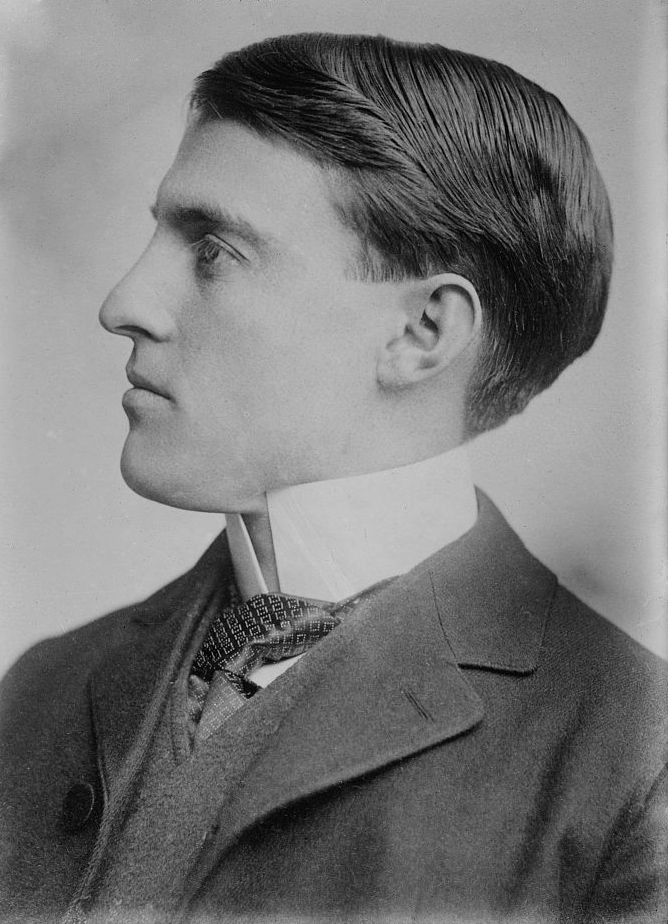
Miller Reese Hutchison
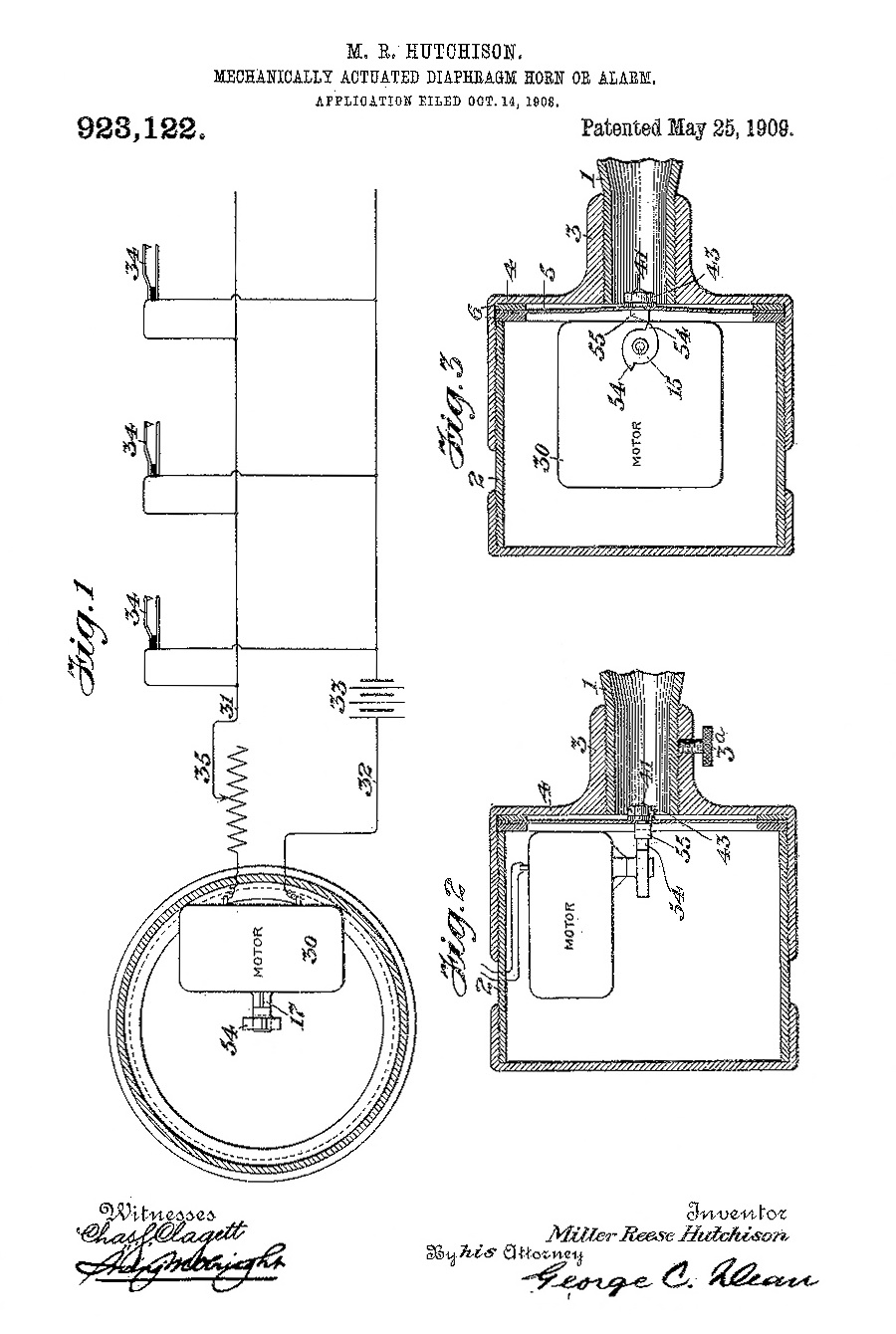
Frühe Patentzeichnung von 1909
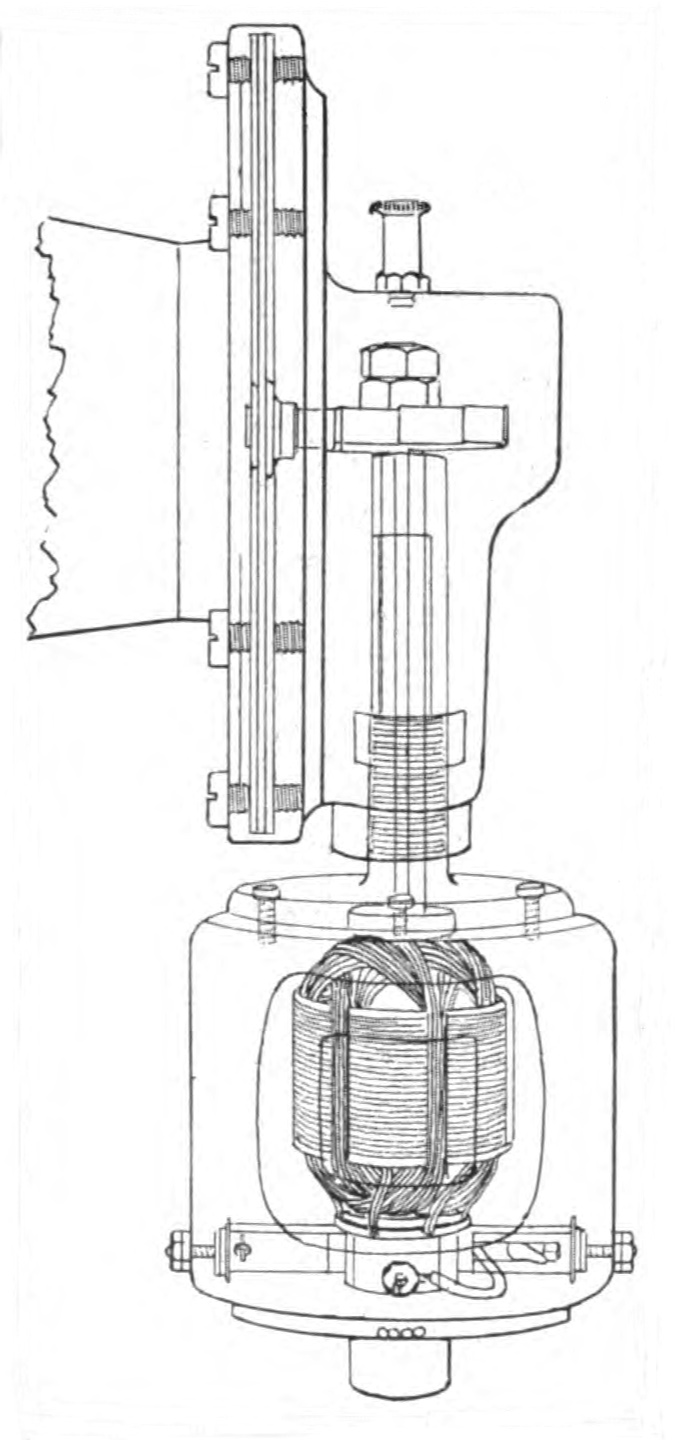
Klaxon von 1910
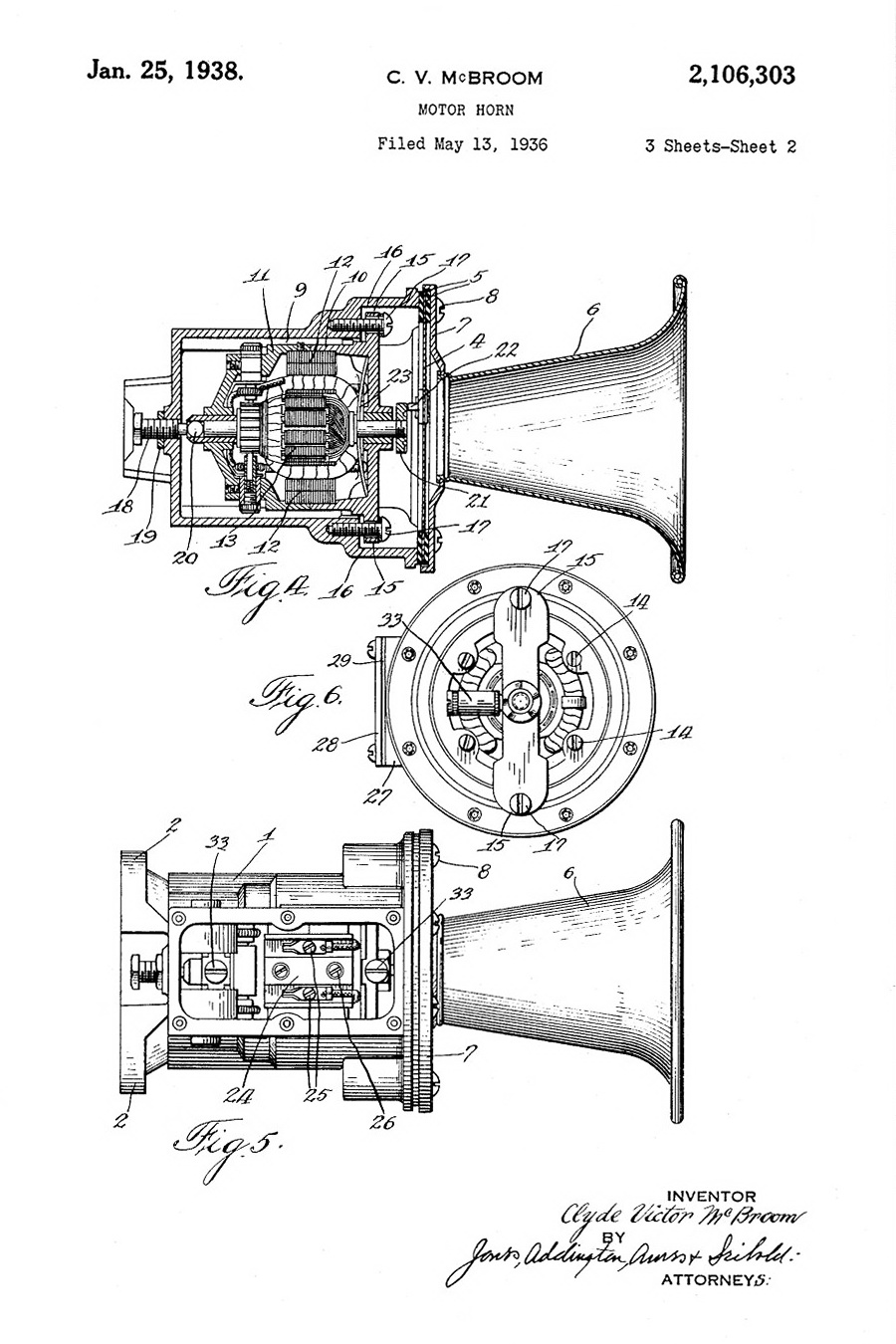
Patentzeichnung über ein verbessertes motorisches Horn der Benjamin Electric Manufacturing Company (1938)
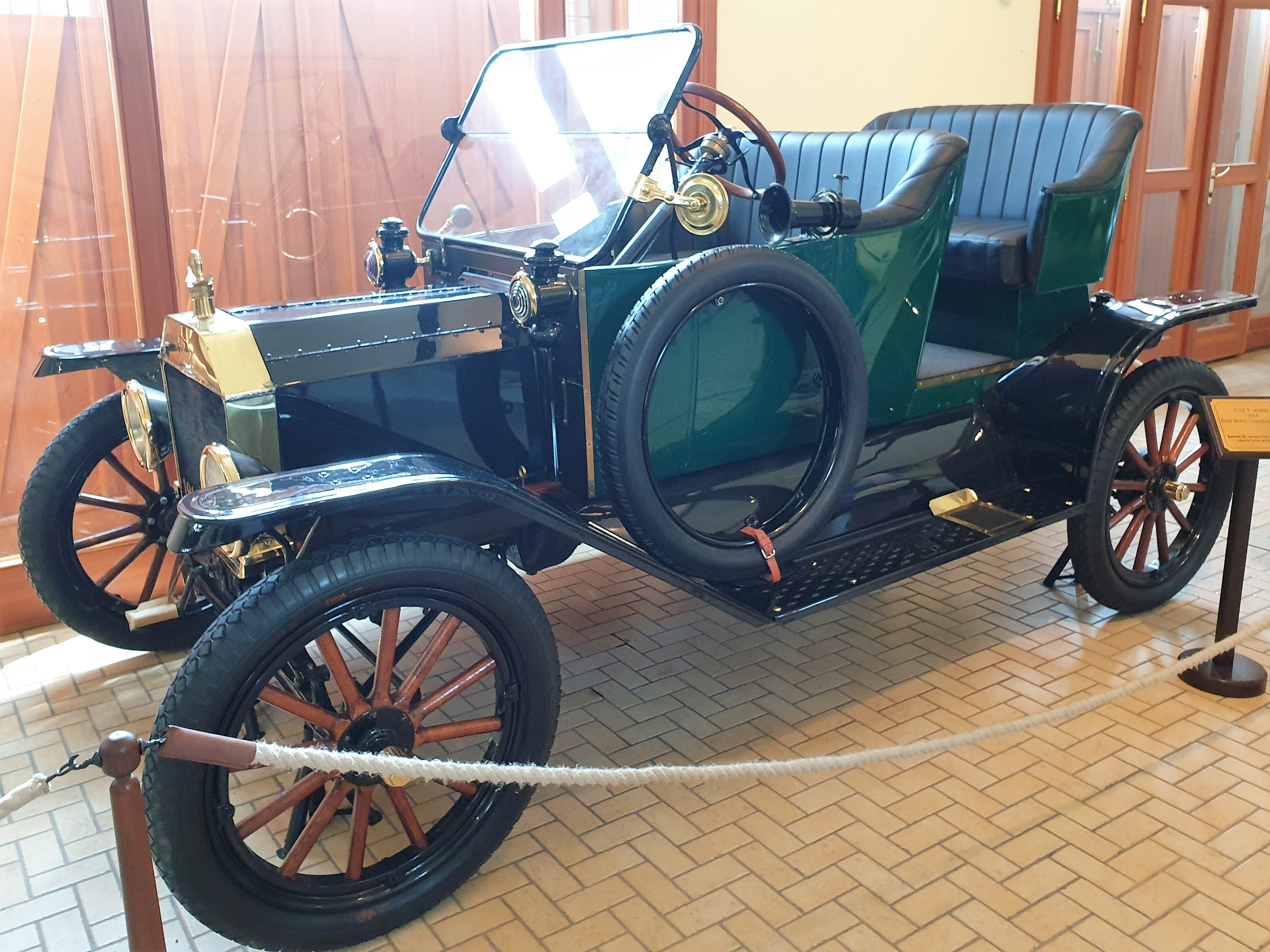
Mit einem mechanisch betätigten Klaxon ausgestatteter Ford Modell T (1914)
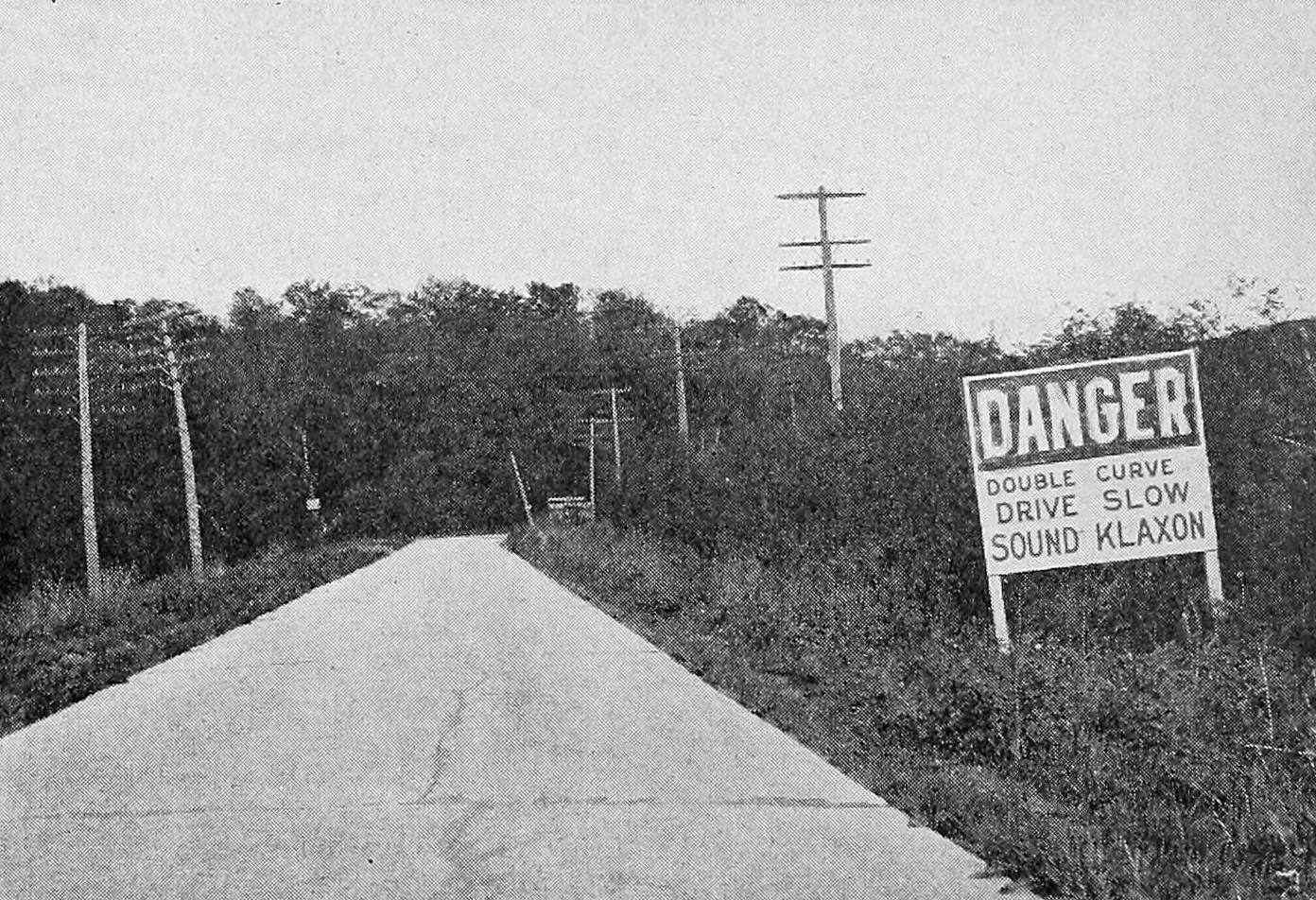
Verkehrsschild, das vor einer scharfen S-Kurve dazu auffordert, das Klaxon zu betätigen (um 1920)

## Rezeption

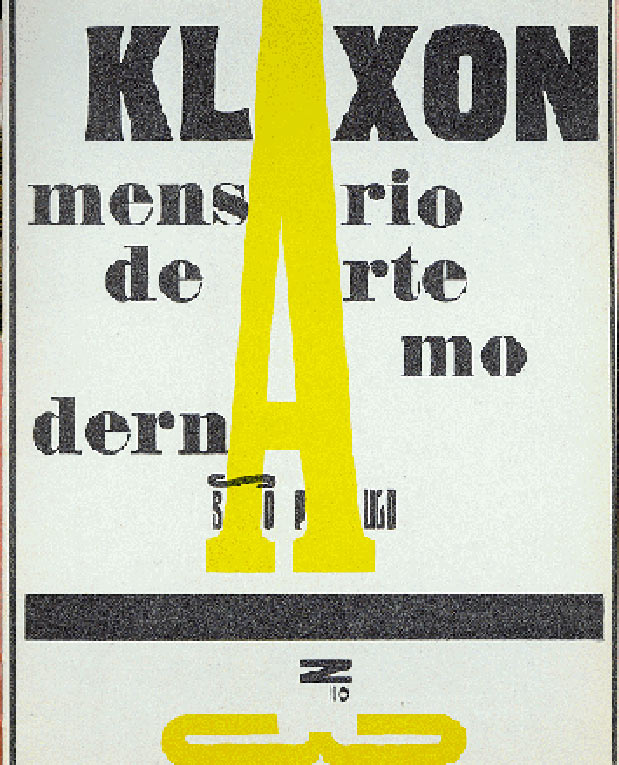
Brasilianische Zeitschrift für moderne Kunst Klaxon, Titel der Ausgabe Nr. 3 (1922)

- Der Markenname Klaxon ist inzwischen zum Gattungsnamen für alle nach dem beschriebenen Prinzip funktionierenden Signalgeber (auch anderer Hersteller) geworden. In etlichen Sprachen bedeutet er sogar ganz allgemein Horn oder (Auto-)Hupe bzw. hupen, wie etwa klaxon (französisch), klaxoning (englisch),[13] klakson (tschechisch, polnisch, indonesisch, javanisch, türkisch), claxon bzw. clàxon (katalanisch, spanisch, niederländisch, rumänisch), clacson (italienisch) oder клаксон (russisch, ukrainisch). Dabei hängt es teilweise stark vom jeweiligen Dialekt ab, wie verbreitet das Wort in der jeweiligen Sprache ist. Einer wissenschaftlichen Untersuchung zufolge ist im Spanischen zwar bocina das gebräuchlichste Wort für die Hupe; speziell in Mexiko und Peru liegt aber claxon an erster Stelle. In Spanien und Kuba wird der Begriff ebenfalls häufig verwendet, während er in El Salvador und Panama zumindest nicht unüblich ist. In anderen spanischsprachigen Ländern wird claxon dagegen kaum verwendet.[4]
- Eine brasilianische Monatszeitschrift für moderne Kunst, die von 1922 bis Anfang 1923 erschien, wurde nach dem Signalgerät Klaxon benannt. Für das Magazin, das sich sowohl mit bildender Kunst als auch mit Literatur beschäftigte, schrieben u. a. Mário de Andrade, Oswald de Andrade, Sérgio Buarque de Holanda und Guilherme de Almeida (letzterer war auch für die graphische Gestaltung des Magazins zuständig). 2014 wurde eine Faksimile-Edition der Zeitschrift herausgebracht.[14]
- Der amerikanische Komponist Henry Fillmore jr. komponierte für eine Automobilausstellung in der Music Hall in Cincinnati im Jahr 1930 einen Marsch mit dem Titel The Klaxon – March of the Automobiles. Dafür erfand er eigens das Klaxophon, das aus zwölf Klaxons bestand, die auf einem Tisch montiert waren und von einer Autobatterie gespeist wurden.[15][16]
- Die amerikanische Gesangsgruppe The Mark IV veröffentlichte 1959 ein Stück mit dem Titel Ah-Ooo-Gah, in dem auch ein entsprechendes Gerät zu hören ist.
- In James Bond – 007 jagt Dr. No ist beim finalen Showdown neben herkömmlichen Alarmklingeln auch ein Klaxon zu hören.
- Der Sounddesigner und mehrfache Oscar-Preisträger Ben Burtt verwendete Klaxon-Geräusche u. a. zur Untermalung der Filme der Star-Wars-Reihe.
- Eine britische Rock-Band nennt sich Klaxons.